# 大怪獣東京に現わる
『大怪獣東京に現わる』（だいかいじゅうとうきょうにあらわる）は、松竹が1998年9月26日に開した日本映画。日常生活が怪獣の出現で崩壊する様子を描くコメディタッチの怪獣映画の一種である。ただし、本編には怪獣本体やそれを含む特撮映像は一切登場しない。上映時間は102分。

## あらすじ
それまで平穏だったある日、東京湾に口から火を吐くトカゲ型怪獣が出現し、自衛隊の奮戦をものともせず東京を壊滅したうえ、山梨県を通過する進路を経て甲府市を蹂躙し、さらに西へ向かう。一方、関東地方に巨大地震が発生したうえ、福岡には飛行可能なカメ型怪獣が出現し、トカゲ型怪獣を迎え撃つかのように北東に進路を取る。
怪獣たちの出現地点から遠く離れた福井県三国町の住民たちは、呑気に日常を過ごしていた。しかし、住民たちは怪獣たちがこちらへ向かっていることに気づく。しかも、福井には自宅だけではなく原子力発電所もあるのだ。自衛隊はあてにならず、アメリカの大型空母は地震に伴う津波によって海の藻屑と消える。誰が怪獣を攻撃する？ いちばん安全な避難場所はどこだろうか？

## 登場怪獣
第一の怪獣
有明埠頭から東京に上陸したトカゲ型（恐竜型）の怪獣。身長80メートル。俊足と口から吐く火が武器。東京から甲府まで進攻したのち、長野県南部で自衛隊の攻撃を受けて一度は引き返すものの岐阜県まで再進攻する。その後、第二の怪獣を目指して西への進攻を始め、琵琶湖で激突する。
第二の怪獣（カメ怪獣）
福岡から上陸したカメ型の怪獣。ジェット噴射による飛行能力を持つ。上陸後は第一の怪獣がいる北東方向へ進攻し、山口県内で飛行を開始して琵琶湖で第一の怪獣と激突する。

## 登場兵器
アメリカ軍
- F-16戦闘機
- F/A-18戦闘攻撃機
- B-2ステルス戦略爆撃機
- B-52戦略爆撃機（名称のみ）
- フォレスタル級航空母艦「インディペンデンス」
- ニミッツ級航空母艦「エイブラハム・リンカーン」（名称のみ）

韓国軍
- F-16戦闘機

## スタッフ
- 製作：吉本興業、丸紅、東急エージェンシー
- 企画：中澤道弘、清水敬弘
- 監督：宮坂武志
- 脚本：NAKA雅MURA
- 製作者：木村政雄、古里靖彦、渡邊惇
- 撮影：坂江正明
- 音楽：鈴木大介
- 美術：武藤順一
- 編集：中村雅

## キャスト
- 桃井かおり - 田所君枝
- 本田博太郎 - 田所継男（君枝の夫）
- 角替和枝 - 森永伸子（君枝の井戸端会議友達）
- 西山由海 - 矢野悦子（君枝の井戸端会議友達）
- 上野潤 - 小暮隆
- 吉行由実 - 桜沢亮子（ノストラばばあ）
- 柏谷享助 - 内海瞬也
- 田京恵 - 川岡朋美
- 沢木麻美 - 大沢桂子
- 奥野敦士 - ジュン（マイナーバンド「サマータイム」のヴォーカル）
- 斉藤律（LOOPUS） - ローズ（「サマータイム」のギター）
- 中家正道 - ガンボ（「サマータイム」のドラム）
- 辻つん - コンタ（「サマータイム」のベース）
- 倉前志保 - 森永千恵子
- 田口トモロヲ - 堀道夫（高校の生物教師）
- 竹内力 - 百太郎（神様）
- 益子智行 - 広岡克己
- 広岡辰巳 - 益子和浩
- 石山雄大 - 森永寅吉
- 花原照子 - 田所ハツ
- 高松英郎 - 大沢彦二郎（元反原子力発電所反対活動家）
- 平野勇樹 - 田所健一
- 崎山祐一 - 矢野孝治
- 大島優子 - （祭の少女）

## 映像ソフト
- DVD ビーム・エンタテイメント  BBBJ-1337
- VHS エムスリイエンタテインメント  HVS-0047